# Dolicholobium rubrum
Dolicholobium rubrum là một loài thực vật có hoa trong họ Thiến thảo. Loài này được Schltr. ex Valeton mô tả khoa học đầu tiên năm 1925.